# ليونيل سوتون
ليونيل سوتون (بالإسبانية: Leonel Sutton)‏ هو مجدف أرجنتيني، (و. 1903  م).

## وصلات خارجية
- ليونيل سوتون على موقع الاتحاد الدولي للتجديف (الإنجليزية)
- ليونيل سوتون على موقع أوليمبيديا (الإنجليزية)